# Shell BKK/Life
Die Shell BKK/Life (Eigenschreibweise Shell BKK/LIFE) war eine bundesweit geöffnete Betriebskrankenkasse mit Sitz in Hamburg. Sie war eine Krankenkasse mit der Rechtsform einer Körperschaft des öffentlichen Rechts.

## Geschichte
Gegründet wurde die Shell BKK/Life am 1. Juni 1928 und war seit dem 1. Januar 2004 für jedermann geöffnet. Der Verwaltungsrat setzte sich aus 12 Mitgliedern zusammen. Alternierende Vorsitzende des Verwaltungsrates waren Günter Friederichs und Hans Hahn. Sie hatte eine Geschäftsstelle in Hamburg. Die BKK hatte im Jahr 2009 20 Mitarbeiter und etwa 11.000 Versicherte. Vorstand der Shell BKK/Life war Andrea Göhr. Am 1. Januar 2015 ging sie in der DAK-Gesundheit auf.